# Trap gospel
O trap gospel é um subgênero do hip hop cristão originado no Sul dos Estados Unidos no final do ano de 2010, surgindo no Brasil em meados de 2015. Pioneiros como DanReis, LiL Drew, Brunno Ramos e Felipin vem conquistando a cena do trap gospel BR. O subgênero é caracterizado pelo uso das batidas do trap, letras sobre cristianismo e Jesus, com fé e vivência. Usado para evangelizar com propósito nas igrejas, periferias e ruas no país. O trap gospel frequentemente inclui a proximidade para o amor de Deus e sensações sobre ser salvo por Deus de uma vida de vaidade, crime e uso de drogas. No EUA, artistas como Alex Jean, Caleb Gordon, BigBreeze, Mike Teezy e Wande são considerados figuras importantes do subgênero. Já aqui no Brasil temos a exemplo dos cantores VICTIN, Nesk Only, Brunno Ramos e 2metro.

## Curiosidades
O trap gospel pode ser atribuído ao hit, de 2015, da Erica Campbell 'I Luh God' que causou controvérsia pela melodia secular nos Estados Unidos . No final de 2010 os membros de 116 Clique também começaram a colocar batidas de trap nas músicas deles e colaborar com artistas de trap secular como o Ty Dolla Sign na música de 2017 do cantor Lecrae, Blessings.